# F.S. Harcourt
F.S. Harcourt (1899-1986). Administrador colonial Británico. S.M. Jorge VI le designó Administrador de Antigua y Barbuda, cargo que desempeñó entre 1944 y 1946.
| Predecesor: Herbert Boon | Administrador de Antigua y Barbuda 1944-1946 | Sucesor: Leslie Stuart Greening |

- Datos: Q5853852